# Defensa Merano
|       |       |       |       |       |       |       |       |       |  |
|       | a8 rd | b8    | c8 bd | d8 qd | e8 kd | f8 bd | g8    | h8 rd |  |
| a7 pd | b7    | c7    | d7 nd | e7    | f7 pd | g7 pd | h7 pd |       |  |
| a6    | b6    | c6 pd | d6    | e6 pd | f6 nd | g6    | h6    |       |  |
| a5    | b5 pd | c5    | d5    | e5    | f5    | g5    | h5    |       |  |
| a4    | b4    | c4 bl | d4 pl | e4    | f4    | g4    | h4    |       |  |
| a3    | b3    | c3 nl | d3    | e3 pl | f3 nl | g3    | h3    |       |  |
| a2 pl | b2 pl | c2    | d2    | e2    | f2 pl | g2 pl | h2 pl |       |  |
| a1 rl | b1    | c1 bl | d1 ql | e1 kl | f1    | g1    | h1 rl |       |  |
|       |       |       |       |       |       |       |       |       |  |

La Defensa Merano (ECO D47-D49) es una de las variantes principales de la Defensa semieslava. La Defensa Merano 5.e3 y 7.... b5 es la línea más aguda, y la que más se juega entre los GM. Su nombre se debe a que fue empleada con éxito por Tartakower y Rúbinstein en el torneo de Merano de 1924, aunque ya había sido jugado por Bernstein contra Capablanca. Da partidas vivas y abiertas. La idea fundamental es montar un fuerte ataque en el flanco de dama a costa de ceder el centro tras 6.... dxc4. Además, el alfil negro de casillas blancas, que suele estar encerrado en la defensa semieslava se coloca en b7 y hace posible la jugada c5. Hay que tener en cuenta que quien elige como primera jugada 1.d4 pretende llegar a posiciones cerradas que exigen maniobras complejas con pocas casillas libres. La Defensa Merano es todo lo contrario y se obliga al blanco a jugar posiciones abiertas en las que, presumiblemente, se encontrará incómodo. Quizá sea este el mejor argumento a favor de la Merano.
Línea principal
1.d4 d5
2.c4 e6
3.Cc3 Cf6
4.Cf3 c6
5.e3 Cbd7
6.Ad3 dxc4
7.Axc4 b5
1.d4 d5 2.c4 e6 3.Cc3 Cf6 4.Cf3 c6 5.e3 Cbd7 6.Ad3 dxc4 7.Axc4 b5 8.Ad3
1.d4 d5 2.c4 e6 3.Cc3 Cf6 4.Cf3 c6 5.e3 Cbd7 6.Ad3 dxc4 7.Axc4 b5 8.Ad3 a6
1.d4 d5 2.c4 e6 3.Cc3 Cf6 4.Cf3 c6 5.e3 Cbd7 6.Ad3 dxc4 7.Axc4 b5 8.Ad3 a6 9.e4 c5
1.d4 d5 2.c4 e6 3.Cc3 Cf6 4.Cf3 c6 5.e3 Cbd7 6.Ad3 dxc4 7.Axc4 b5 8.Ad3 a6 9.e4 c5 10.d5
1.d4 d5 2.c4 e6 3.Cc3 Cf6 4.Cf3 c6 5.e3 Cbd7 6.Ad3 dxc4 7.Axc4 b5 8.Ad3 a6 9.e4 c5 10.e5
1.d4 d5 2.c4 e6 3.Cc3 Cf6 4.Cf3 c6 5.e3 Cbd7 6.Ad3 dxc4 7.Axc4 b5 8.Ad3 a6 9.e4 c5 10.e5 cxd4 11.Cxb5
1.d4 d5 2.c4 e6 3.Cc3 Cf6 4.Cf3 c6 5.e3 Cbd7 6.Ad3 dxc4 7.Axc4 b5 8.Ad3 a6 9.e4 c5 10.e5 cxd4 11.Cxb5 Cg4
1.d4 d5 2.c4 e6 3.Cc3 Cf6 4.Cf3 c6 5.e3 Cbd7 6.Ad3 dxc4 7.Axc4 b5 8.Ad3 a6 9.e4 c5 10.e5 cxd4 11.Cxb5 Cxe5
1.d4 d5 2.c4 e6 3.Cc3 Cf6 4.Cf3 c6 5.e3 Cbd7 6.Ad3 dxc4 7.Axc4 b5 8.Ad3 a6 9.e4 c5 10.e5 cxd4 11.Cxb5 Cxe5 12.Cxe5 axb5 13.Df3
1.d4 d5 2.c4 e6 3.Cc3 Cf6 4.Cf3 c6 5.e3 Cbd7 6.Ad3 dxc4 7.Axc4 b5 8.Ad3 a6 9.e4 c5 10.e5 cxd4 11.Cxb5 Cxe5 12.Cxe5 axb5 13.0-0
1.d4 d5 2.c4 e6 3.Cc3 Cf6 4.Cf3 c6 5.e3 Cbd7 6.Ad3 dxc4 7.Axc4 b5 8.Ad3 a6 9.e4 c5 10.e5 cxd4 11.Cxb5 Cxe5 12.Cxe5 axb5 13.0-0 Dd5 14.De2 Aa6 15.Ag5
1.d4 d5 2.c4 e6 3.Cc3 Cf6 4.Cf3 c6 5.e3 Cbd7 6.Ad3 dxc4 7.Axc4 b5 8.Ad3 a6 9.e4 b4
1.d4 d5 2.c4 e6 3.Cc3 Cf6 4.Cf3 c6 5.e3 Cbd7 6.Ad3 dxc4 7.Axc4 b5 8.Ad3 b4
1.d4 d5 2.c4 e6 3.Cc3 Cf6 4.Cf3 c6 5.e3 Cbd7 6.Ad3 dxc4 7.Axc4 b5 8.Ad3 Ab7
1.d4 d5 2.c4 e6 3.Cc3 Cf6 4.Cf3 c6 5.e3 Cbd7 6.Ad3 dxc4 7.Axc4 b5 8.Ab3
1.d4 d5 2.c4 e6 3.Cc3 Cf6 4.Cf3 c6 5.e3 Cbd7 6.Ad3 dxc4 7.Axc4 b5 8.Ad2

## Defensa anti-Merano o Botvínnik 5.Ag5
|       |       |       |       |       |       |       |       |       |  |
|       | a8 rd | b8 nd | c8 bd | d8 qd | e8 kd | f8 bd | g8    | h8 rd |  |
| a7 pd | b7 pd | c7    | d7    | e7    | f7 pd | g7 pd | h7 pd |       |  |
| a6    | b6    | c6 pd | d6    | e6 pd | f6 nd | g6    | h6    |       |  |
| a5    | b5    | c5    | d5 pd | e5    | f5    | g5 bl | h5    |       |  |
| a4    | b4    | c4 pl | d4 pl | e4    | f4    | g4    | h4    |       |  |
| a3    | b3    | c3 nl | d3    | e3    | f3 nl | g3    | h3    |       |  |
| a2 pl | b2 pl | c2    | d2    | e2 pl | f2 pl | g2 pl | h2 pl |       |  |
| a1 rl | b1    | c1    | d1 ql | e1 kl | f1 bl | g1    | h1 rl |       |  |
|       |       |       |       |       |       |       |       |       |  |

La Defensa Merano da partidas muy tácticas que incomodan al blanco, por eso antes de entrar en líneas tan agudas se puede optar por una Defensa anti-Merano, una línea estudiada por Mijaíl Botvínnik. Con 5.Ag5 las negras pueden capturar el peón de c4, lo mejor sin duda, pero a cambio ceden a las blancas el predominio central y no tienen el golpe b5 típico de la Merano. La línea más aguda es la que el negro sostiene el peón de c4 con b5, pero ambos tienen posibilidades tácticas. 
1.d4 d5 2.c4 e6 3.Cc3 Cf6 4.Cf3 c6 5.Ag5
1.d4 d5 2.c4 e6 3.Cc3 Cf6 4.Cf3 c6 5.Ag5 dxc4
1.d4 d5 2.c4 e6 3.Cc3 Cf6 4.Cf3 c6 5.Ag5 dxc4 6.e4
1.d4 d5 2.c4 e6 3.Cc3 Cf6 4.Cf3 c6 5.Ag5 dxc4 6.e4 b5 7.e5 h6 8.Ah4 g5
1.d4 d5 2.c4 e6 3.Cc3 Cf6 4.Cf3 c6 5.Ag5 dxc4 6.e4 b5 7.e5 h6 8.Ah4 g5 9.Cxg5
1.d4 d5 2.c4 e6 3.Cc3 Cf6 4.Cf3 c6 5.Ag5 dxc4 6.e4 b5 7.e5 h6 8.Ah4 g5 9.exf6
1.d4 d5 2.c4 e6 3.Cc3 Cf6 4.Cf3 c6 5.Ag5 dxc4 6.e4 b5 7.e5 h6 8.Ah4 g5 9.Ag3
1.d4 d5 2.c4 e6 3.Cc3 Cf6 4.Cf3 c6 5.Ag5 dxc4 6.e4 b5 7.e5 h6 8.Ah4 g5 9.Ch5